# Парада-де-Арріба
Парада-де-Арріба (ісп. Parada de Arriba) — муніципалітет в Іспанії, у складі автономної спільноти Кастилія-і-Леон, у провінції Саламанка. Населення — 270 осіб (2010).
Муніципалітет розташований на відстані близько 190 км на захід від Мадрида, 10 км на захід від Саламанки.
На території муніципалітету розташовані такі населені пункти: (дані про населення за 2010 рік)
- Альбергерія-де-Вальмуса: 0 осіб
- Карраскаль-де-Перікальво: 11 осіб
- Парада-де-Арріба: 259 осіб

## Демографія
Динаміка населення (INE ):